# Sant Sadurní de Montornès
Sant Sadurní és una església al nucli de Montornès del Vallès (Vallès Oriental) protegida com a bé cultural d'interès local. La capella del Santíssim de Montornès és molt antiga: existeixen documents de l'any 1302 que ja en parlen. Però de la fàbrica romànica només en queda l'absis, la resta de l'església fou restaurada en els segles xvi i xvii, com consta en les visites pastorals. Sembla que el campanar també fou restaurat en la primera dècada del segle xvi. Potser la finestra oberta en l'antic absis romànic i en la que es llegeix 16 JHS 90, s'obrí en alguna de les seves restauracions.
Formen el conjunt de la façana: un portada quadrada amb dues finestres al seu damunt i una a cada costat, totes elles apuntades. La teulada és de dues vessants. A la seva esquerra s'hi troba el campanar de tres cossos; l'inferior és de paredat mentre que els altres són de carreus. En la part superior s'hi troben tres arcs apuntats destinats a acollir les campanes i a cada vèrtexs d'aquest hi ha una gàrgola tot representant el tetramorf. El campanar és de secció quadrada. L'església és d'una sola nau, de volta apuntada i amb tres trams (és de fàbrica moderna). És capçada per un absis amb cinc bandes verticals per la seva part exterior i sense finestres, excepte una datada de l'any 1690 i decorat amb alguns motius geomètrics i una cara coronada en la seva part superior.

## Història
1. 1 2  «ESGLÉSIA DE SANT SADURNÍ». Inventari del Patrimoni Arquitectònic de Catalunya.   Direcció General del Patrimoni Cultural de la Generalitat de Catalunya. [Consulta: 11 octubre 2015].